# Tyler Oakley
Mathew Tyler Oakley (Jackson, Michigan, 22 de març de 1989), conegut com a Tyler Oakley, és un youtuber, podcaster, humorista, escriptor i activista estatunidenc. Oakley ha dedicat gran part del seu activisme als joves LGBT i als drets LGBT, així com als problemes socials, incloent-hi la salut, l'educació i la prevenció del suïcidi entre joves LGBT. Oakley tracta regularment diversos temes, incloent-hi la política queer, la cultura pop i l'humor.

## Biografia
Oakley té dotze germans en total. Quan era un infant els seus pares es van divorciar. Quan en el sisè curs Oakley es va traslladar a una nova ciutat i es va involucrar en el cor i el teatre. Durant l'etapa escolar també va desenvolupar un trastorn alimentari. Oakley va assistir a la Universitat Estatal de Michigan, on va estudiar comunicació, màrqueting i mitjans socials. Aquí va ser la primera vegada que es va entrar en contacte amb YouTube, tot utilitzant-lo per comunicar-se amb els seus amics.

### YouTube
Oakley va començar a produir vídeos el 2007; el seu primer vídeo Raindrops ha rebut més de 420.000 visualitzacions a YouTube a data del 3 de gener de 2016. Des del seu primer vídeo el 2007, durant el seu primer any a la Universitat Estatal de Michigan, el seu treball en més de 399 vídeos compta amb més de 535 milions de vistes i més de 8.000.000 subscriptors el 16 de març de 2016. Oakley, que és obertament gai, és un exmembre del canal col·laboratiu 5AwesomeGays, on va produir el vídeo dels divendres durant més de tres anys. El 2014 va sortir al reportatge de Frontline "Generation Like", una actualització del reportatge "The Merchants of Cool" (2001) que tractava com els adolescents estan "interactuant directament amb la cultura pop". SocialBlade, un lloc web que classifica els comptes de YouTube i Instagram, classifica al seu canal de YouTube, el 16 d'agost de 2015, amb una qualificació de "B +" i el situa en la posició 109a en el rànquing de subscriptors, 1129a en visites i 1329a en la qualificació de SocialBlade. El febrer de 2016 tenia més de 5 milions de seguidors a Twitter i 6 milions, a Instagram. Té centenars de milers de seguidors a Facebook i Tumblr.
El març de 2013 Oakley va coorganitzar una secció setmanal de notícies de cultura pop, "Top That!", amb Becca Frucht per a PopSugar fins al 31 d'octubre del mateix any, quan va anunciar la seva sortida. En els anys 2013 i 2014 va posar la veu de Mr. McNeely en cinc episodis de la sèrie de comèdia The Most Popular Girls in School. El 2015 va publicar el seu primer recull d'assajos personals humorístics sota el títol Binge, editat per Simon & Schuster.
Oakley és membre actiu en moltes plataformes de mitjans socials. Autoproclamat "fangirl professional", és un fan de Darren Criss de Glee, juntament amb Julie Chen, del programa d'entrevistes de la CBSThe Talk. També va cantar nadales a l'escenari amb la banda One Direction i el presentador de televisió Jerry Springer.

### Xarxes socials
Oakley també és conegut per rebre atenció per part de grans celebritats i organitzacions, com Liam Payne de One Direction, Chris Colfer de la sèrie de televisió Glee i de la cadena de restaurants Taco Bell. A causa de l'èxit d'Oakley amb els mitjans socials, també se li va donar l'oportunitat de reunir-se amb el president dels EUA, Barack Obama, a la Casa Blanca. També va produir un vídeo amb la primera dama Michelle Obama parlant de temes d'educació.
Oakley atribueix el seu èxit només en part per la seva accessibilitat com a jove gai: "No tot és el fet que sigui gai. És com un tema subjacent per a mi [amb la vida gai] escampat pels vídeos". Veu Ellen DeGeneres com un model a seguir: "Ella encarna el que vull que sigui la meva experiència i influència, on és un fet positiu, feliç, no és quelcom sobre les parts dolentes de la vida o els desavantatges de moltes coses. Està usant la seva influència per al bé, i tothom sap qui és, el que significa, i que ella és lesbiana".
The Advocate en el seu "40 under 40: Emerging voices" (2014) assegura que, a causa de la presència d'Oakley a YouTube, és la primera persona obertament homosexual que moltes persones coneixen.

## Premis i nominacions
| Any  | Nominació                                   | Premi                                                          | Resultat  |
| ---- | ------------------------------------------- | -------------------------------------------------------------- | --------- |
| 2014 | Ell mateix                                  | YouTube Star                                                   | Nominat   |
| 2014 | Ell mateix                                  | Video Blogger                                                  | Nominat   |
| 2014 | Ell mateix                                  | Blogger                                                        | Nominat   |
| 2014 | Ell mateix                                  | Activism                                                       | Nominat   |
| 2014 | Ell mateix                                  | Shawty Category                                                | Nominat   |
| 2014 | Ell mateix                                  | First Person                                                   | Nominat   |
| 2014 | Ell mateix                                  | Trevor Youth Innovator Award                                   | Guanyador |
| 2014 | Ell mateix                                  | OUT100 Readers' Choice                                         | Guanyador |
| 2014 | Ell mateix                                  | Young Hollywood Awards: Viral Superstar                        | Nominat   |
| 2014 | Ell mateix                                  | Teen Choice Award for Choice Web Star: Male                    | Guanyador |
| 2014 | "The Boyfriend Tag" with Troye Sivan        | Teen Choice Award for Choice Web Collaboration                 | Guanyador |
| 2014 | Ell mateix                                  | 2014 Streamy Entertainer of the Year                           | Guanyador |
| 2014 | Ell mateix                                  | 2014 Streamy Activist Icon of the Year                         | Guanyador |
| 2014 | Ell mateix                                  | First Person                                                   | Nominat   |
| 2015 | Psychobabble with Tyler Oakley & Korey Kuhl | 10th Annual Podcast Awards: Best LGBTQ+ Podcast                | Guanyador |
| 2015 | Ell mateix                                  | First Person                                                   | Nominat   |
| 2015 | Ell mateix                                  | Podcast                                                        | Nominat   |
| 2015 | Ell mateix                                  | TIME Magazine’s The 30 Most Influential People on the Internet | Guanyador |
| 2015 | Ell mateix                                  | GLAAD Davidson/Valentini Award                                 | Guanyador |
| 2015 | Ell mateix                                  | The Hollywood Reporter’s Top 25 Digital Stars                  | Guanyador |
| 2015 | Ell mateix                                  | Entertainer of the Year                                        | Nominat   |
| 2015 | Ell mateix                                  | MTV Fandom Awards: Social Superstar of the Year                | Nominat   |
| 2015 | Ell mateix                                  | Teen Choice Award for Choice Web Star: Male                    | Nominat   |
| 2015 | Ell mateix                                  | Teen Choice Award for Choice YouTuber                          | Nominat   |
| 2015 | Ell mateix                                  | Streamy Awards: First Person Series                            | Nominat   |
| 2015 | Ell mateix                                  | Streamy Awards: Social Good Campaign                           | Nominat   |
| 2016 | Ell mateix                                  | Web Personality                                                | Nominat   |
| 2016 | Ell mateix                                  | Best Web Personality/Host                                      | Guanyador |
| 2016 | Ell mateix                                  | YouTuber of the Year                                           | Nominat   |
| 2016 | Ell mateix                                  | OUT Magazine’s Power 50                                        | Guanyador |
| 2016 | Ell mateix                                  | Teen Choice Award 2016 for Choice Web Star: Male               | Nominat   |
| 2016 | Ell mateix                                  | The Hollywood Reporter’s Top 25 Digital Stars                  | Guanyador |
| 2016 | Ell mateix                                  | Variety Famechangers                                           | Guanyador |